# Salacighia
Salacighia Loes. – rodzaj roślin należący do rodziny dławiszowatych (Celastraceae R. Br.). Obejmuje co najmniej 2 gatunki występujące naturalnie w strefie międzyzwrotnikowej zachodniej Afryki.

## Systematyka
Pozycja i podział według APWeb (2001...)
Rodzaj należący do rodziny dławiszowatych (Celastraceae R. Br.), rzędu dławiszowców (Celestrales Baskerville), należącego do kladu różowych w obrębie okrytonasiennych.
Wykaz gatunków
- Salacighia letestuana (Pellegr.) Blakelock
- Salacighia linderi (Loes.) Blakelock